# Odontocarya micrantha
Odontocarya micrantha är en tvåhjärtbladig växtart som först beskrevs av Friedrich Ludwig Diels, och fick sitt nu gällande namn av Rupert Charles Barneby. Odontocarya micrantha ingår i släktet Odontocarya och familjen Menispermaceae. Inga underarter finns listade i Catalogue of Life.